# Otto-Wolff-Konzern

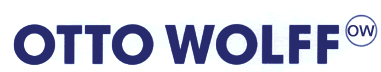
Logo des Otto-Wolff-Konzerns

Der Otto-Wolff-Konzern wurde 1904 von Otto Wolff und Ottmar E. Strauß als Eisenhandelsunternehmen in Köln gegründet. In den darauf folgenden Jahrzehnten stieg das kleine Unternehmen schnell zu einer großen und bedeutenden Unternehmensgruppe auf. 1938 übernahm das Handelshaus Otto Wolff die „Rasselsteiner Eisenwerksgesellschaft“ aus Neuwied. Aufgrund von Fehlspekulationen und der „Arisierung“ in der Zeit des Nationalsozialismus musste der Jude Ottmar Strauß seine Beteiligungen und Immobilien des Unternehmens Otto Wolff überlassen und flüchtete verarmt in die Schweiz. Nach dem Tod seines Adoptivvaters übernahm 1940 Otto Wolff von Amerongen die Leitung, die er bis 1986 innehatte.

Ehemaliger Hauptsitz des Unternehmens Otto Wolff in der Koblenzer Straße in Köln

Während des Dritten Reichs sicherte sich der Konzern auch mit Aufträgen aus der Vierjahresplanbehörde von Hermann Göring ab, 1943 erhielt das Neunkirchener Eisenwerk, an dem die Otto-Wolff-Gruppe mit 40 Prozent beteiligt war, die Auszeichnung „Kriegs-Musterbetrieb“. Das Unternehmen organisierte für die Nazis den Kauf des kriegswichtigen Schwermetalls Wolfram, das sich zur Herstellung panzerbrechender Munition eignet, für die deutsche Rüstungsindustrie. Bis 1945 beschaffte der Otto-Wolff-Konzern unter anderem jüdisches Eigentum in Form von Aktien, Gold und anderen Werten für die nationalsozialistische Regierung und deren Kriegsfinanzierung und legte es an den Börsen z. B. in der Schweiz an. Nach Kriegsende versuchten die Erben von Ottmar E. Strauß erfolglos, ihre Unternehmensanteile zurückzubekommen.

Ehemaliges Verwaltungsgebäude des Unternehmens Otto Wolff in der Koblenzer Straße in Köln

1965 gehörte die Otto-Wolff-Gruppe zu den größten Handelsunternehmen in der Bundesrepublik und erwirtschaftete einen Umsatz von 2,5 Milliarden DM.
1990 wurde der gesamte Konzern mitsamt seinen rund 200 Beteiligungen und 30.000 Mitarbeitern nach anhaltender Krise und Teilverkäufen an die Thyssen AG (heute ThyssenKrupp AG) verkauft, existierte aber jahrelang unter dem Dach von ThyssenKrupp als eigene Einheit weiter. Die Otto Wolff Handelsgesellschaft mbH wurde zum 1. Mai 2014 mit der ThyssenKrupp Mannex GmbH verschmolzen. Seit dem 1. April 2016 firmiert das Segment unter thyssenkrupp Materials Trading.